# 로베르토 미첼레티
로베르토 미첼레티 바인(스페인어: Roberto Micheletti Baín 로베르토 미첼레티 바인[*], 이탈리아어: Roberto Micheletti Baín 로베르토 미켈레티 바인[*], 프랑스어: Roberto Micheletti Baín 호베흐토 미셸레티 뱅[*], 1943년 8월 13일 ~ )은 온두라스의 전 대통령으로, 마누엘 셀라야 전 대통령이 쿠데타로 실각한 후 집권하였다.
그의 대통령직은 국제 사회에서 불법으로 간주되었다. 이탈리아 이민자의 아들로서 자유당 대표가 되었다. 마누엘 셀라야가 쿠데타로 실각하자, 그는 대통령이 되었다.